# Малий Табор (Хум-на-Сутлі)
46°13′ пн. ш. 15°40′ сх. д. / 46.21° пн. ш. 15.67° сх. д.
Малий Табор (хорв. Mali Tabor) — населений пункт у Хорватії, у Крапинсько-Загорській жупанії у складі громади Хум-на-Сутлі.

## Населення
Населення за даними перепису 2011 року становило 348 осіб.
Динаміка чисельності населення поселення:

## Клімат
Середня річна температура становить 9,54 °C, середня максимальна – 23,16 °C, а середня мінімальна – -6,08 °C. Середня річна кількість опадів – 1107 мм.
| Клімат поселення                              | Клімат поселення | Клімат поселення | Клімат поселення | Клімат поселення | Клімат поселення | Клімат поселення | Клімат поселення | Клімат поселення | Клімат поселення | Клімат поселення | Клімат поселення | Клімат поселення | Клімат поселення |
| Показник                                      | Січ.             | Лют.             | Бер.             | Квіт.            | Трав.            | Черв.            | Лип.             | Серп.            | Вер.             | Жовт.            | Лист.            | Груд.            |                  |
| Середній максимум, °C                         | 5,33             | 7,01             | 10,91            | 15,21            | 20,04            | 23,16            | 23,09            | 22,58            | 18,70            | 13,60            | 8,13             | 4,17             |                  |
| Середня температура, °C                       | −0,38            | 1,30             | 5,20             | 9,50             | 14,34            | 17,45            | 19,22            | 18,70            | 14,84            | 9,73             | 4,27             | 0,31             |                  |
| Середній мінімум, °C                          | −6,08            | −4,4             | −0,49            | 3,80             | 8,62             | 11,76            | 15,34            | 14,82            | 10,96            | 5,86             | 0,40             | −3,57            |                  |
| Норма опадів, мм                              | 51               | 56               | 73               | 82               | 95               | 133              | 113              | 112              | 111              | 104              | 100              | 77               |                  |
| Середньомісячна швидкість вітру, м/с          | 1.66             | 1.82             | 2.20             | 2.20             | 2.10             | 1.90             | 1.80             | 1.65             | 1.60             | 1.69             | 1.80             | 1.73             |                  |
| Середньомісячна сонячна радіація, кДж/м²·день | 4089             | 6804             | 10427            | 14692            | 18621            | 20330            | 21046            | 18369            | 13587            | 8545             | 4520             | 3245             |                  |
| --------------------------------------------- | ---------------- | ---------------- | ---------------- | ---------------- | ---------------- | ---------------- | ---------------- | ---------------- | ---------------- | ---------------- | ---------------- | ---------------- | ---------------- |
| Джерело:                                      |                  |                  |                  |                  |                  |                  |                  |                  |                  |                  |                  |                  |                  |